# Fenja (Name)
Fenja ist ein weiblicher Vorname.

## Herkunft und Bedeutung
Für den Namen Fenja kommen folgende Herleitungen in Frage.
- altnordischer Name „Fenn-Bewohner“, „Heide-Bewohner“
- friesische Variante von Fenna
- von Феня Fenja, der russischen Koseform von u. a. Feodora und Marfa

Als weniger wahrscheinlich gelten die aus dem Altnordischen hergeleiteten Bedeutungen „Entferner von Spreu“ und „harter Arbeiter“.

## Verbreitung
Vor den 1980er Jahren wurde der Name Fenja in Deutschland nur sehr selten vergeben. Seine Popularität stieg an, bis sie im Jahr 1992 einen ersten Höhepunkt erreichte. In den folgenden Jahren wurde er zunächst seltener, dann wieder häufiger vergeben. Im Jahr 1999 platzierte er sich unter den 100 beliebtesten Vornamen. Es folgte ein starker Einbruch der Popularität im Jahr 2000, jedoch wurde der Name im Jahr 2001 wieder beinahe so häufig vergeben wie 1999. Seit dem Jahr 2002 sinkt die Beliebtheit des Namens mit einigen Schwankungen. Im Jahr 2021 belegte er Rang 253 in den deutschen Vornamenscharts. Besonders verbreitet ist der Name in Niedersachsen.

## Varianten
- Fenya
- Feenja
- Fenia
- Finja

Für weitere Varianten: siehe Fenna, Theodora und Martha

## Namensträger
- Fenja Lukas (* 1989), deutsche Sängerin (Sopran)
- Fenja Makosch, Sängerin der Band Illuminate
- Fenja Rühl (* 1963), deutsche Schauspielerin